# 谷地頭停留場
谷地頭停留場（日语：／ Yachigashira teiryūjō */?）是一位於日本北海道函館市谷地頭町35番地先、25番地先，函館市交通局（函館市電）寶來、谷地頭線沿線的電車站。
谷地頭車站也是2008年時上映的日本電影《我和尋回犬的10個約定》的拍攝地點。

## 歷史
- 1913年（大正2年）10月30日 - 開始營業。
- 1999年（平成11年）1月2日 - 由於發生電車越過止衝擋的意外，因此設置混凝土製的強力止衝擋。

## 車站構造
- 谷地頭站擁有2個月台（側式月台）、1條電車路線。
- 兩個月台都翻新為有蓋月台及設置殘障人士無障礙設施。

## 車站周邊
- 立待岬
- 啄木一族之墓
- 與謝野晶子、鐵幹之歌碑
- 碧血碑
- 老人福祉中心
- 谷地頭溫泉
- FLEUR HAPPINESS 函館（前厚生年金 HEART PIA 函館）
- KING STORE（Hasegawa Store 系列）
- 函館公園
- 函館巴士「谷地頭」站

## 相鄰停留場
函館市交通局（函館市電）
寶來．谷地頭線
青柳町（Y25）－谷地頭（Y26）

## 外部連結
- 車站情報 - 谷地頭（日文）